# لؤلؤ صناعي
اللؤلؤ الصناعي يشبه اللؤلؤ الطبيعي إلى حد كبير وتصعب أحيانا التفرقة بينهما بالرؤية وحدها. كما توجد أنواع منه تستزرع في محار اللؤلؤ وأحيانا يسمى لؤلؤ تقليد و تعد اليابان من أول الدول المصنعة له
اللؤلؤ المستزرع هو لؤلؤ يتدخل الإنسان في ضبط حجمه وشكله، ويستخدم بديلا عن اللؤلؤ الطبيعي وذلك لصعوبة استخراج اللؤلؤ الطبيعي وعناء الغوص للوصول له.
وقد إكتشفه بائع الأرز الياباني ميكوموتو قبل بدء الحرب العالمية الثانية ، وقد كتب عنه الأديب : أنيس منصور في كتابه حول العالم في 200 يوم

## لؤلؤ سيرو

يبين الشكل مقطعا في لؤلؤة صناعية (أعلى) ولؤلؤة طبيعية (أسفل). التفرقة بينهما تجري باستخدام الأشعة السينية.

أو Ciro Pearl وتتكون النواة من محار لؤلؤ. يطحن عرق اللؤلؤ سحقا جيدا ثم يعامل في عملية مضنية آليا لتنتج منه كرات صغيرة. تزرع الكرة بعد ذلك في محار اللؤلؤ ويترك فترة فتتكون على سطح النواة طبقة من عرق اللؤلؤ. وقد تقدمت تقنية صنعه تقدما كبيرا لتقليد اللؤلؤ الطبيعي وله لمعان جميل.

## لؤلؤ جاجات
أو Gagat pearl تصنع في هيئة كرات من الفحم الحجري المتحجر، وهو يشبه إلى حد بعيد المرجان الأسود، ويصعب التفرقة بينهما.

## لؤلؤ مالوركا
أو Mallorca pearl ويصنع من كرات زجاجية أو كرات من عرق اللؤلؤ، وترسب عليها مادة غوانين العضوية متبلورة.

## لؤلؤ كيشي
أو Keshi pearls وهو يستزرع في الصين في بعض أنواع المحار. حبيباته صغيرة تبلغ مقاييسه مليمترات. يستزرع في المياة العذبة وفي البحار.

و يمكن إعادة المحار بعد جني اللؤلؤة وإعادة استذراع لؤلؤ كيشي الذي ينشأ في الكيس الموجود في المحار .

## لؤلؤ تاهيتي
Tahitian pearl ويسمى أحيانا لؤلؤ تاهيتي الأسود، وقيمته عالية بسبب ندرة وجودة. وتملي صناعته
أن يحافظ على إنتاجه بقلة وعدم إنتاجه بكثرة. توضع نواة واحدة في محار اللؤلؤ المستزرع في البحر. أما الاستزراع في محار المياه العذبة فيمكن أن توضع عدة أنوية فيها. وقبل أيام استزراع لؤلؤ تاهيتي كان اللؤلؤ الأسود الطبيعي غالي الثمن لأن محار اللؤلؤ الأبيض نادرا ما ينتج لؤلؤا أسودا، وعلاوة على ذلك فنادرا أن ينتج محار اللؤلؤ الأسود لؤلؤا طبيعيا.

## وصلات خارجية
- The Chinese fresh-water pearl industry نسخة محفوظة 11 يونيو 2012 على موقع واي باك مشين. Excerpts from Tears of Mermaids: The Secret Story of Pearls by Stephen G. Bloom
- The history of Tahitian pearls in French Polynesia.

## اقرأ أيضا
- محار اللؤلؤ
- عرق اللؤلؤ
- لؤلؤ